# The Age of Shadows
Pour plus de détails, voir Fiche technique et Distribution.
The Age of Shadows (hangeul : 밀정 ; RR : Miljeong, littéralement « Émissaire ») est un film sud-coréen réalisé par Kim Jee-woon, sorti en 2016.
Il est projeté hors compétition à la Mostra de Venise 2016 et représente la Corée du Sud aux Oscars pour le meilleur film en langue étrangère en 2017.

## Synopsis
Un policier coréen, membre des forces de l'ordre de l'empire du Japon, doit empêcher un mouvement d'indépendance coréen, soutenu par des éléments occidentaux et opposé à la modernisation du pays sous l'égide du Japon, de commettre une série d'attentats meurtriers à Séoul.

## Fiche technique
source : Korean Film Council
- Titre original : 밀정 (Miljeong)
- Titre international : The Age of Shadows
- Titre provisoire : Secret Agent
- Réalisation et scénario : Kim Jee-woon
- Musique : Mowg
- Décors : Kim Min-hye
- Costumes : Cho Sang-gyeong et Son Na-ri
- Photographie : Kim Ji-yong
- Montage : Yang Jin-mo
- Production : Choi Jeong-hwa
- Production déléguée : Choi Jae-won, Kim Jee-woon et Lee Jin-sook
- Société de production : Finecut[2]
- Société de distribution : Warner Bros.[1]
- Budget : 10 milliards wons, soit 8,62 millions dollars[2]
- Pays de production :  Corée du Sud
- Langues originales : coréen ; japonais, mandarin, anglais
- Format : couleur — Ratio : 2,39:1
- Genre : drame historique
- Durée : 139 minutes
- Dates de sortie :
  - Italie : 3 septembre 2016 (Mostra de Venise)
  - Corée du Sud : 7 septembre 2016
  - France : 2 janvier 2018 (vidéo à la demande)[3]

## Distribution
- Song Kang-ho : Lee Jeong-cheol[4]
- Gong Yoo : Kim Woo-jin[4]
- Han Ji-min : Yeon Gye-soon
- Uhm Tae-goo : Hashimoto
- Shin Sung-rok : Jo Hoi-ryeong
- Heo Sung-tae : Ha Il-soo
- Lee Seol-goo : Oh Nam-won
- Tsurumi Shingo : Higashi
- Jeong Yoo-an : Hwang Ee-seo
- Kim Dong-yeong : Heo Cheol-joo
- Go Jun : Sim Sang-do
- Seo Yeong-joo : Joo Dong-seong
- Kwon Soo-hyeon : Seon-gil
- Lee Hwan : Park Dae-i
- Kwak Ja-hyeong : Seo Jin-dol
- Yoo Sang-jae : le mitrailleur Park
- Lee Byung-hun : Jeong Chae-san (caméo)
- Park Hee-soon : Kim Jang-ok (caméo)

## Production

### Développement
Pour la première fois pour la Corée du Sud, Warner Bros. finance et distribue son premier film entièrement en langue coréenne, dont le budget s'annonce 10 milliards wons, soit 8,62 millions dollars.

### Attribution des rôles
Annoncé en fin avril 2015 par son agent au journal sud-coréen Osen, l'acteur Song Kang-ho retrouve pour la quatrième fois le réalisateur Kim Jee-woon pour interpréter le rôle d'un officier japonais originaire coréen. Lee Jeong-jae et Son Ye-jin les rejoignent trois jours plus tard, l'un est populaire en Chine et l'autre venait de commencer son premier film chinois Bad Guys will die (坏蛋必须死) de Feng Xiaogang.
Après Gong Yoo confirmé en chef de la résistance coréenne, l'actrice Han Ji-min s'engage, à son tour, au début septembre 2015, dans ce film pour endosser les costumes d'une combattante de l'indépendance.

### Tournage
Initialement prévu en août 2015 désormais repoussé, Kim Jee-woon et l'équipe du tournage atterrissent à Shanghai en Chine où ils commencent à filmer les scènes à partir du 22 octobre 2015, et achèvent les prises de vues le 31 mars 2016 à Séoul en Corée du Sud.

## Accueil

### Sortie nationale
Warner Bros. distribue directement dans les salles obscures en 2016 en Corée du Sud.

## Distinctions
- Mostra de Venise 2016 : sélection « hors compétition »
- Oscars du meilleur film en langue étrangère 2017 : représente la Corée du Sud[9].